# Marie Ommeganck
Marie Ommeganck (Antwerpen, 12 februari 1784 – aldaar, 29 november 1857) was een Antwerps romantische kunstschilderes.

## Levensloop
Marie Ommeganck woonde en werkte in Antwerpen en leerde het kunstschilderen bij haar beroemde vader Balthasar-Paul Ommeganck. Ze was een schilderes van landschappen en dieren. Veel van haar werken zijn kopieën naar schilderijen van haar vader, met wie ze veel verward wordt. In mei 1846 kwam een collectie schilderijen, tekeningen, voorstudies en terracotta's van haar vader, die haar toebehoorden onder de veilinghamer te Antwerpen, evenals werken van haarzelf. Ze was lid van de Konstmaetschappije "Maatschappij tot Nut, Baet en Dienst" (de latere "Koninklijke Vereniging ter Aanmoediging der Schone Kunsten").

## Persoonsgegevens
Zij is geboren te Antwerpen als Anna Maria Petronilla Ommeganck op 12 november 1784 als dochter van Balthasar-Paul Ommeganck, kunstschilder (1755-1826), en Petronille Isabelle Parrin. Haar broer was Petrus Cornelius Ommeganck. Haar tante is Maria-Jacoba Ommeganck, eveneens kunstschilderes. Ze was getrouwd met Gabriël Jean Baesten.
Haar portret verscheen in de Collection de Portraits des Artistes Modernes nés dans le Royaume des Pays-Bas, (uitgeverij J.J. Eeckhoudt, 1822 - 1824, Brussel) als een lithografie door Van den Burggraaff .